# Слепое пятно (Родина)
«Слепое пятно» (англ. «Blind Spot») — пятый эпизод первого сезона психологического триллера «Родина». Премьера изначально состоялась на канале Showtime 30 октября 2011 года.
Был захвачен единственный выживший из группы аль-Каиды, которая держала Броуди в плену восемь лет. Сол и Кэрри должны допросить его, с помощью Броуди.

## Сюжет
Кэрри (Клэр Дэйнс) навещает своего отца, Фрэнка (Джеймс Ребхорн), она хочет тайком взять у него некоторое количество его таблеток (у него также биполярное расстройство). Ей удаётся заполучить несколько таблеток, но её визит прерывается, когда раздается звонок и ей сообщают, что ЦРУ захватило Афзаля Хамида (Валид Зуайтер) под стражу, он единственный выживший после рейда, когда Броуди (Дэмиэн Льюис) был спасён в Ираке. Между тем, в аэропорту Сол (Мэнди Патинкин) встречает свою жену Миру (Сарита Чоудхури), которая вернулась из Индии. Сол тоже получает звонок о захваченном террористе и должен немедленно уехать, даже не сумев отвезти Миру домой.
Кэрри и Сол прибывают на допрос Хамида. Сержант Броуди также вызван. Броуди узнаёт Хамида как своего охранника, когда он был в плену. Флэшбеки показывают, как Хамид жестоко избивает Броуди, а затем мочится на него. Сол ведёт допрос в комнате наедине с Хамидом, в то время как Броуди и Кэрри наблюдают через изображение с камеры и они могут говорить с Солом через наушник. Во время допроса, Броуди сообщает Солу детали о его пребывании в плену, так что Сол предстаёт в этом допросе знающим обо всем. Сол предлагает защиту семье Хамида от Абу Назира, если он готов говорить. Хамида оставляют в комнате для допросов и через несколько часов Хамид кажется готовым сотрудничать. Он говорит, что он знает немного, но даёт e-mail адрес, по которому он однажды отправлял сообщение. Адрес в конечном счёте ведет в университете, где работает ранее допрашиваемый Раким Файзель. Некоторое время спустя устанавливается домашний адрес Ракима.
Броуди встречается с Эстесом (Дэвид Хэрвуд) и просит дать возможность встретиться с Хамидом лицом к лицу. Он утверждает, что он имеет право взглянуть в лицо своему мучителю, и что он должен оставить эту главу своей жизни позади. Эстес знает, что так делать запрещено, но он уговорён. С охранниками, находящимися в комнате: Броуди садится за стол напротив Хамида, который обедает. После некоторой насмешки от Броуди, Хамид плюёт ему в лицо. Броуди хватает Хамида со стула и тянет его на пол. Их разнимают и перепалку быстро прекращают. Броуди возвращается домой и обнаруживает, что он пропустил матч каратэ Криса (Джексон Пэйс), куда он должен был его отвезти, но вместо Ника Криса отвез Майк (Диего Клаттенхофф). Крис говорит, что эти восемь лет он и его семья молились, чтобы Броуди был жив. Теперь они молятся, чтобы всё было хорошо.
Сол звонит Кэрри, чтобы сообщить ей, что Хамид мёртв. Он как-то заполучил кусок лезвия бритвы и перерезал себе запястье. Кэрри, вместе с командой агентов, штурмуют дом Ракима и Айлин, но он пуст. Кэрри начала подозревать о утечке из ЦРУ, в особенности с обстоятельствами таинственной смерти Хамида.
Сол с Мирой дома. Она говорит, что она устала от того, что её жизнь вращается вокруг Сола и его всепоглощающей работы. Когда этот разговор накаляется, объявляется Кэрри. Она узнала о встрече Броуди с Хамидом и у неё с собой запись с камеры  наблюдения. Она возмущена тем, что Броуди разрешили войти в контакт с Хамидом, и указывает на то, что в во время схватки Броуди оттащил Хамида в «слепую зону» камеры, которая могла дать ему возможность передать Хамиду лезвие. Сол также возмущён, что Броуди разрешили встретиться с Хамидом, но отказывается принимать во внимание подозрения Кэрри, так как до сих пор нет веских доказательств. Кэрри говорит, что она всё сделает с Эстесом, одобрит это Сол или нет. Сол возражает, если она так сделает, её уволят. Они ссорятся и Кэрри уходит.
Кэрри идёт в Лэнгли и освобождает свой рабочий стол. Расстроенная и эмоционально выжатая Кэрри заявляется в дом своей сестры Мэгги (Эми Харгривз). В слезах она говорит Мэгги: «Кажется, я только что уволилась с работы». Она жалуется на то, что её никто не поддерживает, даже Сол. Эпизод заканчивается тем, что Кэрри не может уснуть и размышляет о своём будущем.

## Производство
Соисполнительный продюсер Александр Кэри написал сценарий к эпизоду, ставший вторым из трёх сценариев в этом сезоне. Режиссёром стал Кларк Джонсон, его первый из двух эпизодов первого сезона.

## Реакция

### Рейтинги
Эпизод посмотрело 1.28 миллионов зрителей, что на 180 000 зрителей больше, чем в предыдущем эпизоде.

### Рецензии
Тодд Вандерверфф из The A.V. Club дал «Слепому пятну» оценку A, и объявил, что «„Родина“ не просто лучшее новое шоу сезона; это лучшее шоу в настоящее время идущее по телевидению». Джессика Карп из Cinema Blend решил, что сцена допроса была «одной из самых незабываемых сцен в уже незабываемом сериале».